# Jarosław Dąbrowski
Jarosław Dąbrowski (en francès «Dombrowski»), anomenat « Łokietek », va ser un revolucionari polonès nascut a Jitòmir (Imperi Rus) el 12 de novembre de 1836 i morí a París el 23 de maig de 1871.
Oficial de l'exèrcit rus, participà en la insurrecció polonesa de 1863 contra el règim tsarista. Condemnat a la deportació, s'evadí i s'instal·là a París, on organitzà la defensa contra l'exèrcit de la Tercera República (1871) durant els fets de la Comuna de París. Amb el grau de general, morí en els combats contra els versallesos durant la Setmana sagnant.

## Biografia
Jarosław Dąbrowski era membre de la noblesa polonesa.

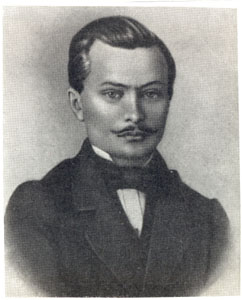
« Łokietek »

### Carrera militar
El 1845, a l'edat de nou anys, i després de quedar-se orfe, ingressà al cos de cadets de l'escola militar de Brest Litovsk, reservada als fills de la noblesa. A setze anys, l'any 1853, s'incorporà al cos de cadets de Sant Petersburg, on acabà la seva formació l'any 1855 amb el grau d'aspirant. Durant els quatre anys següents, va servir a l'exèrcit rus, combatent els insurrectes circassians al Caucas. Aquesta campanya li va valdre una condecoració.
De 1859 a 1861, completà els seus estudis a Escola militar de l'estat-major de Sant Petersburg, l'establiment d'ensenyament militar més important de l'Imperi rus. Es llicencià amb el grau de capità i és en aquesta posició que obtingué la destinació a la VI divisió estacionada a Varsovia, on arribà al febrer de 1862.

### Insurrecció polonesa de gener 1863
Al maig 1862, fou cridat pel Comitè de la Ciutat (Komitet Miejski) com cap militar de Varsòvia L'organització clandestina s'havia fundat el 14 d'octubre de 1861 en resposta a l'estat de guerra declarat al Regne de Polònia (Regne del Congrés). Dąbrowski transformà en Comitè central nacional (Komitet Centralny Narodowy, KCN) amb l'objectiu d'unir i prendre el control del conjunt dels moviments conspiratorios que es desenvolupaven a la Polònia ocupada pels russos. Dąbrowski s'incorporà la facció esquerrana dels Rojos, reunits al voltant de tres objectius: l'abolició del servitud, una reforma agrària i la independència de Polònia. Era partidari de la lluita armada i defensava una actuació immediata contra l'autocràcia tsarista. Quedà encarregat de la planificació d'una insurrecció revolucionària per al 14 de juliol de 1862, seixanta tretzè aniversari de l'inici la Revolució francesa. La seva actuació s'havia de coordinar amb la duta a terme pel Cercle dels Oficials polonesos, dirigit per Zygmunt Sierakowski, de caràcter socialment conservador i que mantenia contactes amb el moviment clandestí rus, amb el qual tenia l'objectiu comú d'enderrocar el tsarisme i reconstruir Rússia amb un esperit democràtic.
La facció radical de Dąbrowski s'enfrontà políticament amb la dels Blancs, que si bé defensaven l'abolició del servitud i una reforma agrària, eren partidaris d'una compensació pels terratinents polonesos. Durant aquest temps, les autoritats tsaristes van aconseguir capturar els conspiradors que existien dins de l'oficialitat de l'exèrcit rus. Dąbrowski fou detingut el 14 d'agost de 1862 després d'una denúncia feta per Alf Wrześniowski, un polonès al servei del gran duc i virrei de Polònia Constantí. Passà dos anys empresonat a la Ciutadella de Varsovia.

### Exili a París
El 10 de novembre de 1864, Dąbrowski va ser condemnat a quinze anys de treballs forçats a Sibèria, però aconsegueix evadir-se de la presó a Moscou i arribà a França l'any 1865. A París, va entrar en contacte amb els contraris a l'Imperi, en particular amb l'internacionalista Charles Delescluze, retornat del presidi a l'illa del Diable, el sindicalista Eugène Varlin i el periodista socialista Auguste Vermorel. Dąbrowski defensava, juntament amb el seu germà Teofil, les idees garibaldianes en els entorns revolucionaris europeus i americans i en el si del Club polonès. La causa dels patriotes polonesos va rebre el suport, el 22 de juliol de 1863, de les Trade Unions britàniques i dels sindicalistes francesos en el transcurs d'un míting realitzat a Londres sobre aquest assumpte, dos mesos abans de la fundació de la I Internacional.

### Cap militar de la Comuna de París

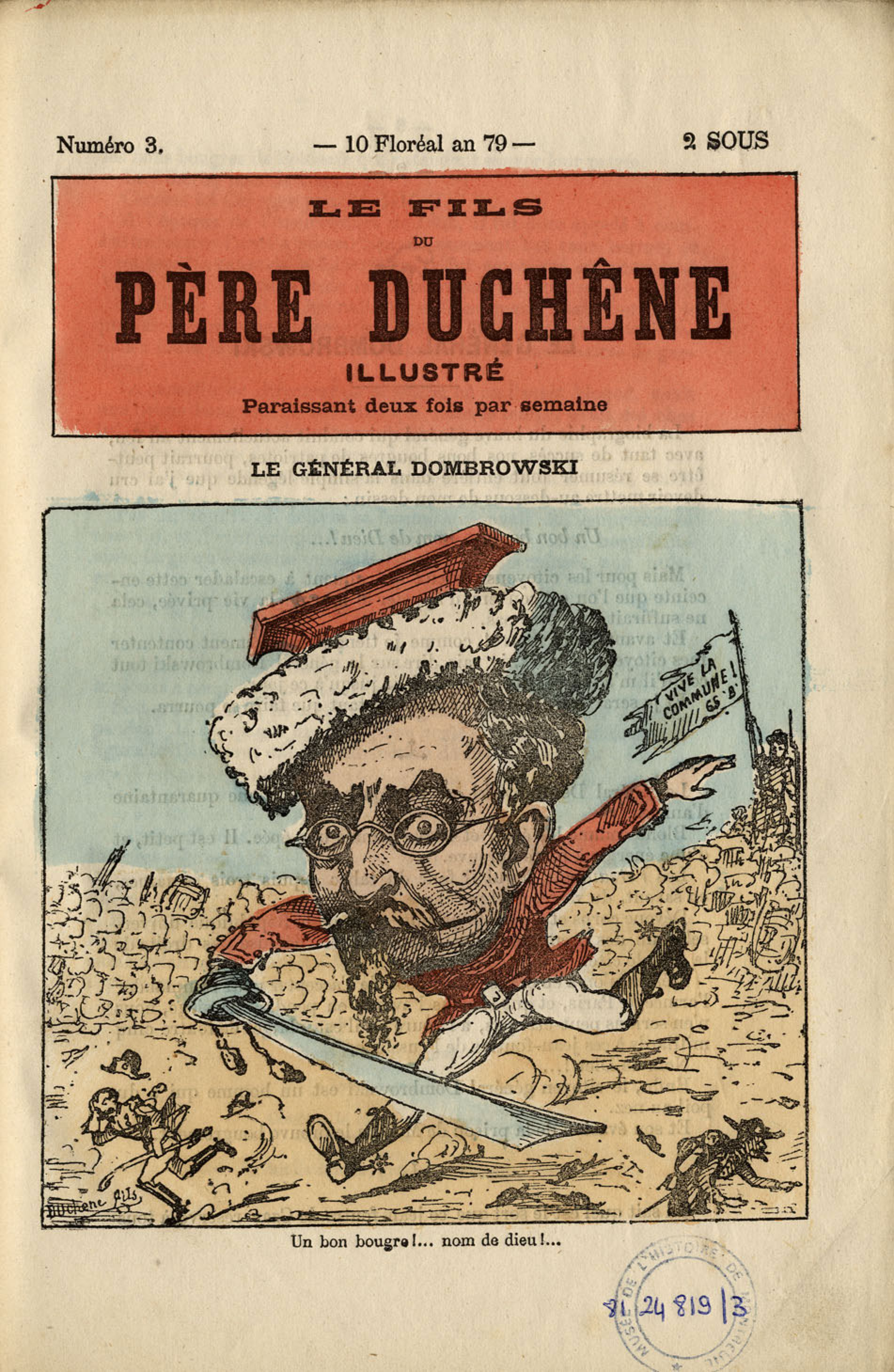
Portada del periòdic revolucionari "Le Fils du Pare Duchêne illustré" aparegut el 30 d'abril de 1871 al París assetjat.

Dąbrowski es va posar a disposició de la República de 1870 proclamada el 4 de setembre en ple daltabaix durant la guerra francoprussiana però només va aconseguir, com molts d'altres internacionalistes, fer-se detenir dues vegades seguides. El 18 de març, es va proclamar el govern de la Comuna a la ciutat de París i Dąbrowski va rebre el 6 d'abril el comandament de l'onzena legió de la Guàrdia nacional. Des del 9 d'abril i sota la seva direcció, va aconseguir resistir en la defensa de Neuilly, atacat després de la derrota de Courbevoie. Aconsegueix realitzar els contra-ataques dels dies 11 i 12 d'abril. Era partidari de l'ús tàctic de l'artilleria i la constitució de comandos volants en comptes del bombardeig preparatori i de la maniobra de soldats d'infanteria. Tanmateix, les seves opinions no foren escoltades pel delegat de la Guerra Cluseret. Thiers, que temia el seu valor, li adreçà discretament un dels emissaris, Vaysset, amb una oferta d'un milió i mig de francs, però el general va preferir denunciar la temptativa de suborn i fer detenir el missatger que serà afusellat. El 19 d'abril, va ser ferit però va poder reprendre el dia 29 el comandament ampliat a tota la divisió del marge dret del Sena i va sostenir el setge d'un París afamat darrere de les seves fortificacions.
Dąbrowski i Walery Wróblewski eren els únics oficials superiors que havien rebut una formació militar. Louis Rossel, que reemplaçà des de l'1 de maig a Cluseret com a delegat de la Guerra de la Comuna, nomenà el 5 de maig a Dąbrowski comandant en cap de l'exèrcit de la Comuna de París. El 14 de maig es publicà el decret que ordenava la construcció de barricades fetes amb les llambordes dels carrers de París. El 22 de maig, començada la Setmana sagnant, i amb les tropes de Versalles a l'Òpera i a l'Arc de Triomf, apareix, quan se'l creia mort, sobre el seu cavall negre conduint un batalló que entona el Chant du départ i alentint l'avanç enemic prop de l'ajuntament. Aquest batalló el componien també dones, una de les quals duia un nadó en braços L'endemà, 23 de maig de 1871, al peu de la barricada del carrer Myrha defensada pel seu estat major i una brigada, Dąbrowski va rebre l'impacte d'una bala mentre que es preparava per conduir una contra ofensiva i morí algunes hores més tard a l'ajuntament. Era a punt de fer trenta-cinc anys i va ser general quaranta-set dies, dels quals dotze en primera línia dels combats.
Va ser enterrat dos dies més tard, amb un sudari vermell, al cementiri del Pare-Lachaise. Vermorel va pronunciar un elogi fúnebre i els seus últims companys supervivents ho saluda sobre so brancard aixecat com del seu viu per lliurar l'endemà passat al cementiri fins i tot el seu últim combat. Els dos dies següents, van tots morir, les armes a mà, defensant tomba després de tomba
Ni la seva tomba, ni el seu cos no han sigut trobats després dels fets de la Comuna.

## Posteritat
Ni la seva tomba ni el seu cos s'han localitzat. La seva memòria és, per tant, honrada conjuntament amb la de tots els comunards al Mur dels Federats, ubicat al cementiri del Père-Lachaise, i al monument de la plaça Samuel-de-Champlain. Per a la 140è aniversari de la seva mort, es va organitzar una commemoració al lloc on morí combatent, el 25 de maig de 2011.
Va rebre el seu nom una unitat polonesa de les Brigades internacionals durant la guerra civil espanyola.
La seva biografia la va portar al cinema el director polonès Bohdan Poręba l'any 1975.